# 서울대학교 사범대학 부설고등학교
서울대학교 사범대학 부설고등학교(서울大學校 師範大學 附設高等學校)는 대한민국 서울특별시 성북구 종암동에 있는 국립 고등학교이다.

## 학교 연혁
- 1946년 9월 1일 : 경성사범학교 보통과와 경성여자사범학교 심상과 합병
- 1946년 9월 1일 : 서울대학교 사범대학 부속중학교(6년제)로 개교
- 1947년 10월 3일 : 남자부 을지로 교사로부터 용두동 교사로 이전
- 1951년 2월 20일 : 부산시 보수공원에서 피난 학교 개설
- 1951년 9월 1일 : 신 학제에 의하여 중학교, 고등학교로 분리
- 1952년 4월 15일 : 서울 본 교사(용두동)에서 분교 개설
- 1953년 9월 1일 : 서울로 복교 완료
- 1954년 12월 23일 : 용두동 교사로부터 을지로 5가 교사로 이전
- 1967년 5월 26일 : 을지로 5가 교사로부터 청량리 교사로 이전
- 1971년 11월 6일 : 청량리 교사로부터 현 종암동 교사로 이전
- 1992년 7월 10일 : 도서관(선농당) 준공, 개관
- 2001년 3월 1일 : 서울대학교 사범대학 부설고등학교로 교명 변경
- 2009년 12월 22일 : 본관 새 단장 개관
- 2010년 12월 9일 : 인조 잔디 운동장 개장
- 2014년 1월 24일 : 국립대학법인 서울대학교로 귀속
- 2021년 1월 12일 : 제73회 졸업식(8학급 234명, 졸업생 누계 27,477명)
- 2021년 3월 1일 : 제18대 이화성 교장 취임
- 2023년 1월 4일 : 제75회 졸업식(8학급 227명, 졸업생 누계 27,957명)
- 2025년 1월 10일 : 제77회 졸업식(8학급 230명, 졸업생 누계 28,411명)

## 참고 자료
- 서울대학교 사범대학 부설고등학교 - 한국교육학술정보원 학교알리미